# Phytometra confinisalis
Phytometra confinisalis är en fjärilsart som beskrevs av Walker 1865. Phytometra confinisalis ingår i släktet Phytometra och familjen nattflyn. Inga underarter finns listade i Catalogue of Life.